# Giacomo F. Maraldi
Giacomo Filippo Maraldi, també es coneix com a Jacques Philippe Maraldi (Perinaldo, Itàlia, 21 d'agost de 1665 - París, 1 de desembre de 1729) va ser un astrònom i matemàtic franco-italià.
Nebot de Giovanni Cassini, va treballar la major part de la seva vida a l'Observatori de París (1687-1718). També és l'oncle de Jean-Dominique Maraldi.
Entre el 1700 i el 1718 va treballar en un catàleg d'estreles fixes, i des del 1672 fins al 1719 va estudiar a fons Mart. El seu descobriment astronòmic més famós va ser que les capes de gel de Mart no es troben exactament als pols de rotació d’aquest cos. També va reconèixer (el maig de 1724) que la corona solar visible durant un eclipsi solar pertany al Sol i no a la Lluna, i va descobrir R Hydrae com una estrella variable. També va ajudar amb l'enquesta basada en el Meridià de París.
El 1723 també va confirmar el descobriment anterior (1715) del seu alumne Joseph-Nicolas Delisle del que normalment es coneix com la taca de Poisson, una observació que Domènec Aragó no va reconèixer fins al seu redescobriment a principis del segle xix. En el moment del descobriment d'Aragó, el punt de Poisson donava proves convincents de la naturalesa d'ona de la llum en disputa.
En matemàtiques és molt conegut per haver obtingut l'angle en forma de dodecaedre ròmbic el 1712, que encara s'anomena angle de Maraldi.
Els cràters de la Lluna i Mart van ser anomenats en honor seu i del seu nebot.